# 암불로케투스
암불로케투스(Ambulocetus)는 신생대 팔레오기 에오세 중기에 살았던 고래의 조상이다. 속명의 뜻은 '걷다'를 뜻하는 라틴어  'ambulare'와 '고래'를 뜻하는 'cetus'가 합쳐진 '걸어다니는 고래'를 의미한다.

## 특징

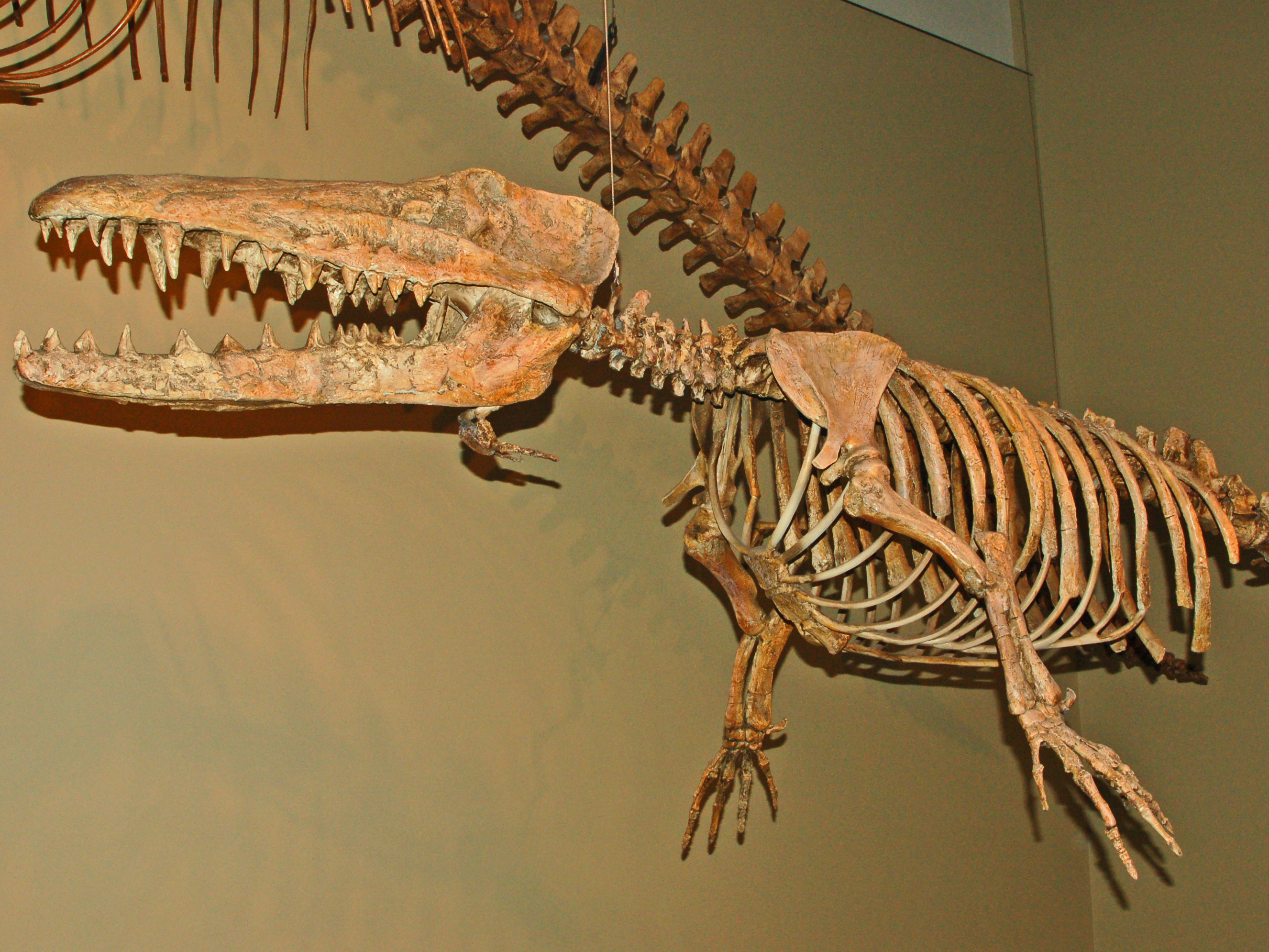
암불로케투스의 화석

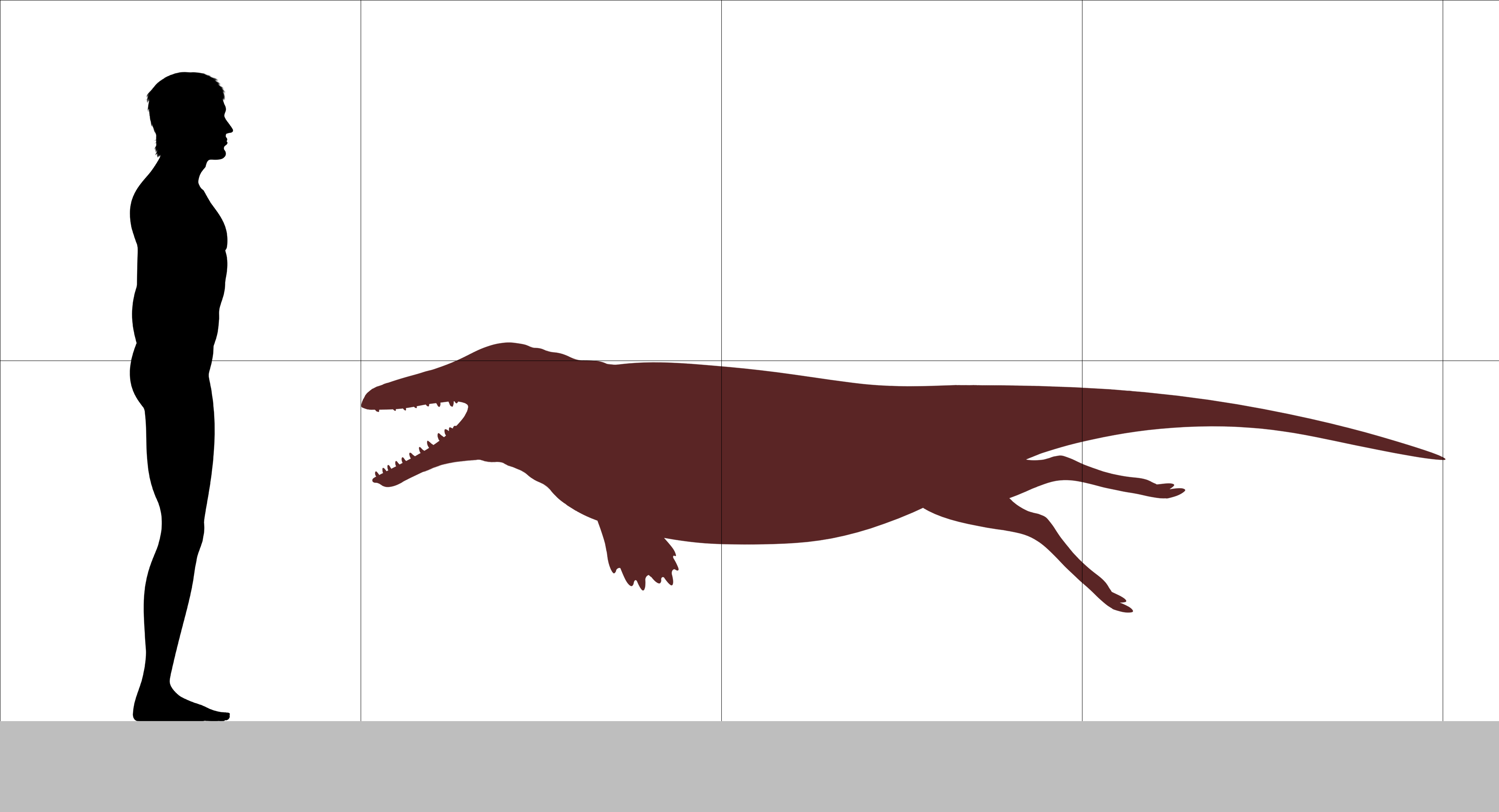
인간과의 크기 비교

암불로케투스는 몸무게가 300 킬로그램 (660 lb)이고, 팔의 길이는 17 센티미터 (6.7 in)이다. 몸은 유선형이었고, 주둥이는 길고 넓었으며, 눈은 머리 꼭대기에 위치해 있었다. 이러한 특징들 때문에 암불로케투스는 물 표면 근처에서 기다리다가 큰 포유류를 매복 공격한 후 강력한 턱으로 먹이를 움켜쥐고 익사시키거나 때려눕혀 죽이는 등 현대의 악어와 매우 비슷하게 행동했을 것으로 추정된다. 또한 암불로케투스의 귀는 현대 고래류와 비슷하게 물 속에서 특정 주파수를 듣고 감지하는 특성을 가지고 있었는데, 이런 특화된 귀를 물 속에서 듣는 데 활용했는지는 공식적으로 밝혀진 자료가 없어 알 수 없다.
암불로케투스는 앞다리를 접고 뒷다리를 번갈아가며 추진력을 얻고, 몸통과 꼬리를 물결치며 헤엄치는 등 현재의 수달과 매우 비슷하게 헤엄쳤을 것으로 추정된다. 또한, 땅에서는 바다사자 비슷하게 걸었을 것으로 추정된다.